# Rob Jost
Rob Jost (* um 1980) ist ein US-amerikanischer Jazz- und Studiomusiker (Kontrabass, E-Bass, Ukulele, French Horn).
Jost arbeitete ab den 2000er-Jahren in der New Yorker Musikszene u. a. mit Björk (Volta, 2007), Imogen Heap, Jesse Harris, ferner spielte er in der Reggae-Ska-Band Skavoovie and the Epitones, in der Saturday Night Live Band und in der Sesame Street Band. Im Bereich des Jazz spielte er u. a. mit Michael Blake (The World Awakes, 2006), Kevin Hays (New Day), Joe Fiedler und Elizabeth Dotson-Westphalen, als Hornist mit Jamie Leonhart und Leah Paul. Er spielte im Trio von Tony Scherr (mit Anton Fier)  und von Kevin Hays (North, 2016); außerdem unterrichtete er ehrenamtlich French Horn in Jugendcamps auf Haiti und war als Musiker bei verschiedenen Filmmusiken beteiligt.